# 木工

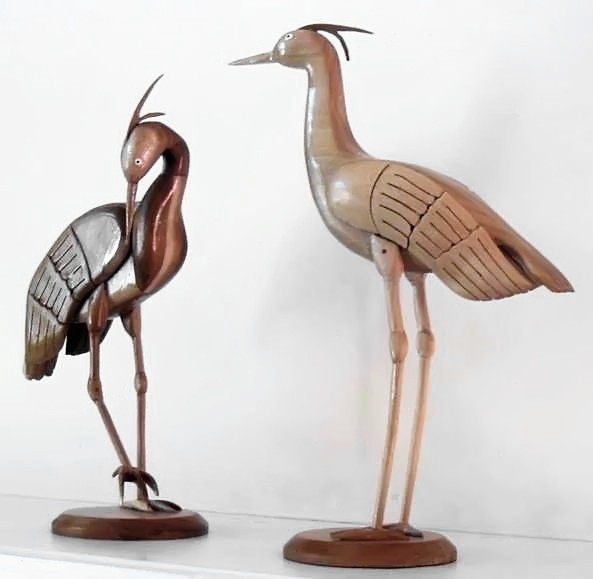
木工作品

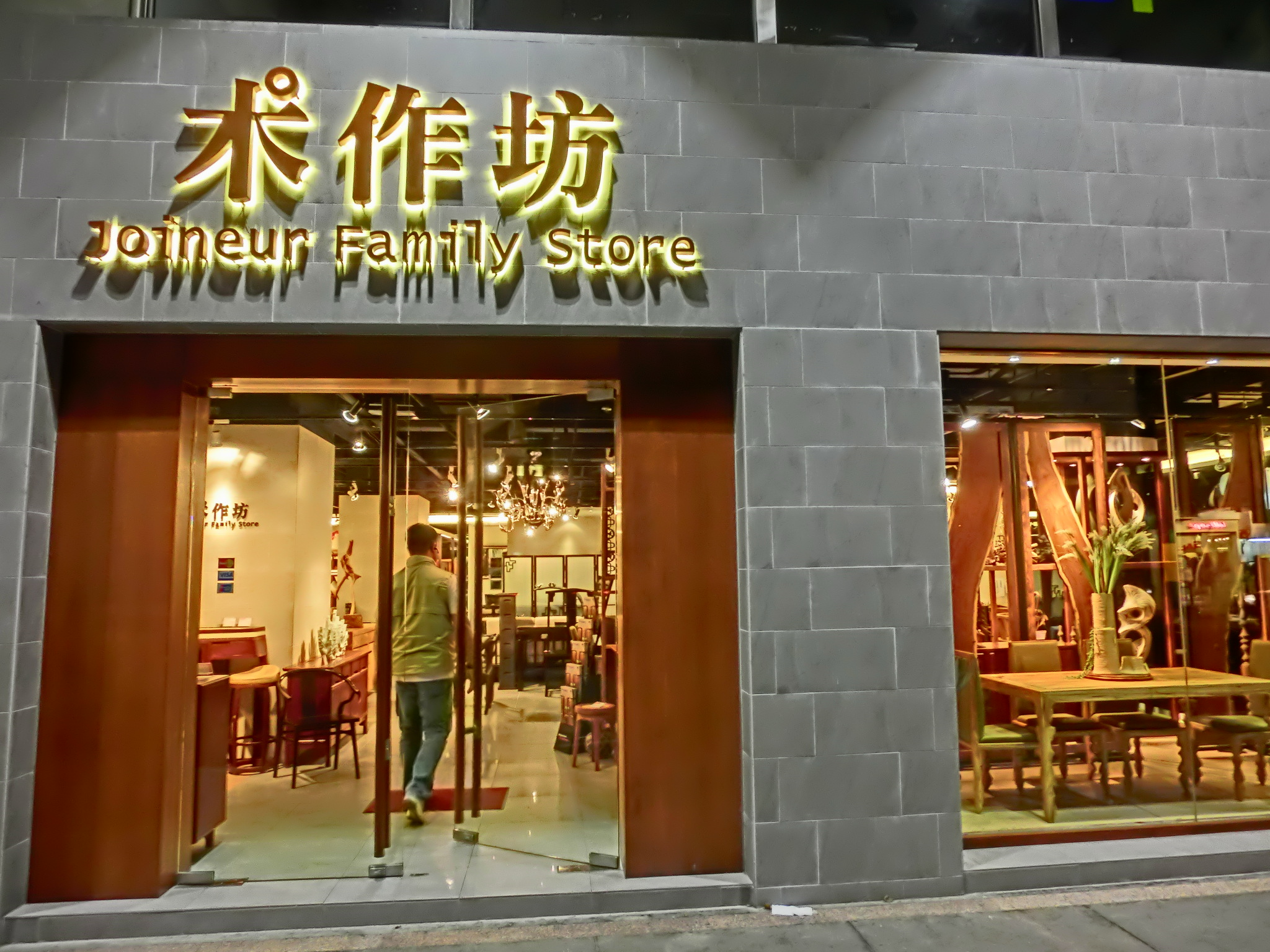
香港東美中心的木工一條街

木工是一门工藝，也是建築常用的技術，是中國傳統三行之一。

## 木工于亚洲
木工有着悠久历史，因为被当时视为下等的职业，因此貴族不会学习木工。但也有例外的情况出现，比如明熹宗朱由校就因为酷爱木工制作，而被人称作“木匠皇帝”。
鲁班是有名的巧木工，在他的经验指导下，中国成为了当时木工业比较发达的国家。
在香港，大部份中學於初中均有木工或金工課程，部份工業學校於高中、中學會考也曾經有木工科。
在中国有相应的本科教育专业，名称为木材料科学与工程，具体课程主要是木材学、木工机械、木工刀具（刀具与切削）、胶黏剂与涂料、木材干燥、木制品、制材、木材保护以及最重要的人造板课程（胶合板、刨花板、纤维板），此外电子技术的CAD、3D、PS也开设为专业基础课。

### 東亞傳統木工分類
東亞的傳統木工藝以大木作、細木作、木雕為三大主要類項。大木作指木造建築。隨著時代變遷，木造建築的市場需求減少，大木作工藝式微。細木作為「小木」、「合作」（臺語讀音），主要為各式家具、佛具之製作。早期稱木雕為「鑿花」，鑿花原屬於木作的裝飾性工藝，後來發展成獨立表現的工藝。

## 木工于欧美
木工在欧美广泛流传，同中国不同，欧美人视木工为上等下等人都可以做的工作。在很多欧美的私立学校都有木工这一课程。

## 另見
- 木头
- 木匠

### 引用
1. ↑   (PDF).   [2023-07-03]. （原始内容存档 (PDF)于2023-04-22）.
2. ↑  . clxy.bjfu.edu.cn.   [2023-07-03]. （原始内容存档于2023-07-03）.

### 書目
- Feirer, John L. . Mission Hills California: Glencoe Publishing. 1988. ISBN 0-02-675950-0.
- Frid, Tage. . Newton, Connecticut: Taunton Press. 1979. ISBN 0-918804-03-5.
- Joyce, Edward; revised and expanded by Alan Peters. . New York: Sterling Publishing Co. 1987. ISBN 0-8069-6440-5.
- Roubo, André Jacob. . Paris: French Academy of Sciences. 1769–1784.

### 進一步閱讀
- Naylor, Andrew. A review of wood machining literature with a special focus on sawing （页面存档备份，存于）. BioRes, April 2013

## 延伸阅读
[在维基数据编辑]
 《欽定古今圖書集成·經濟彙編·考工典·木工部》，出自陈梦雷《古今圖書集成》